# Green Ridge
Green Ridge è un comune degli Stati Uniti d'America, situato nello Stato del Missouri, nella contea di Pettis.